# Buszmeni

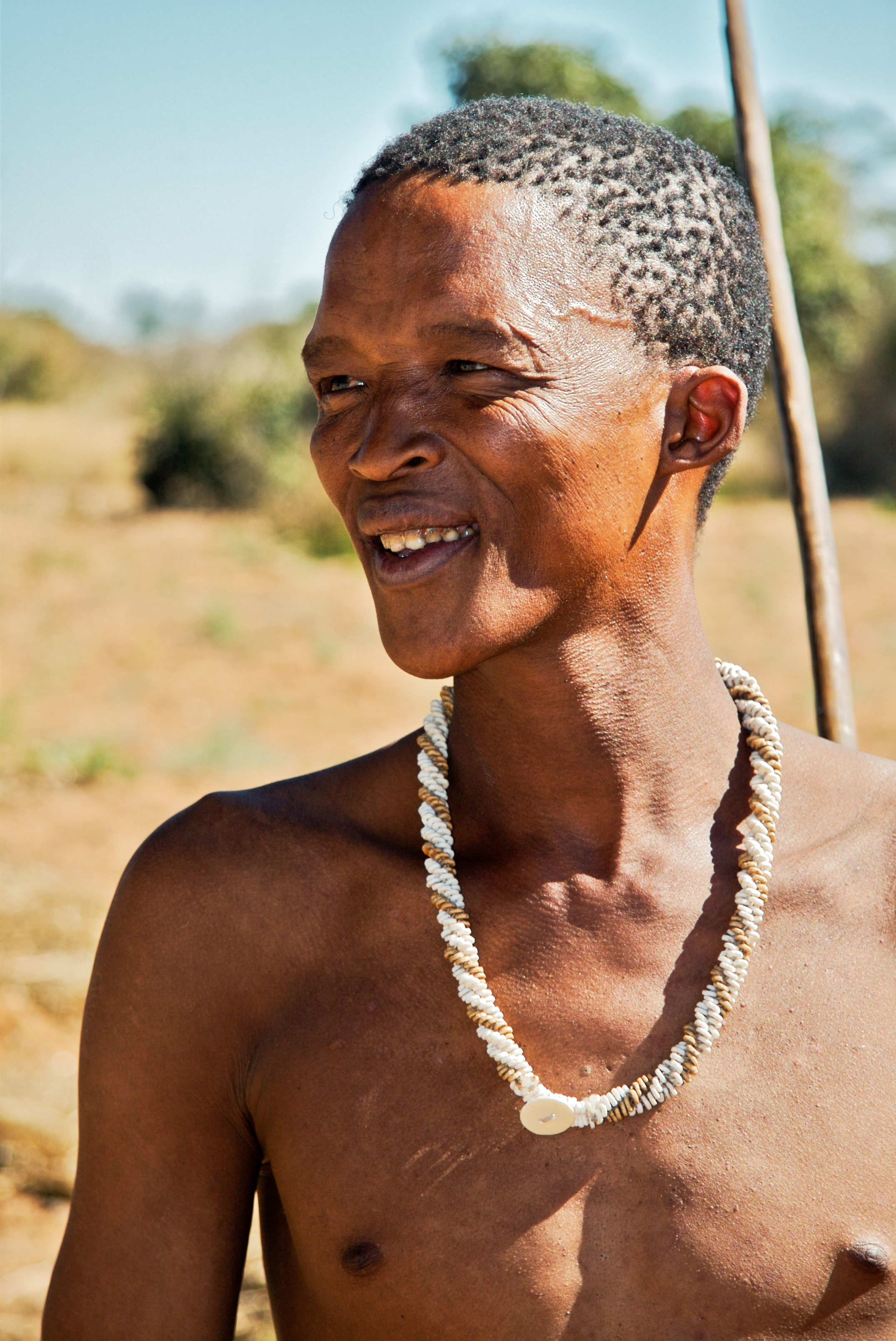
Myśliwy z plemienia San

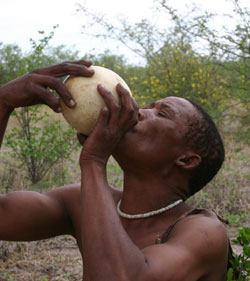
Buszmen pijący wodę ze strusiego jaja

Buszmeni, zwani też San – lud negroidalny, wykazujący też pewne cechy rasy żółtej.
Uchodzi za jeden z najstarszych ludów świata. Niewykluczone, że jego przedstawiciele w epoce neolitu zamieszkiwali również tereny Europy.
Obecnie liczą około 82 tys. osób, zamieszkując tereny Kalahari i regiony sąsiednie w Namibii, Angoli, Zimbabwe i Botswanie. Jeszcze w XVIII w. zamieszkiwali całą Południową Afrykę, ale wyparci zostali przez Burów i ludy Bantu. Przypuszczalnie wcześniej Buszmeni przed ekspansją Bantu zamieszkiwali obszary wschodniej Afryki do Somalii, nieliczne obecnie tam ludy buszmeńskie to Sandawe i Kindiga (Hadza) w południowej Tanzanii, Dorobo (Wandorobo) w górach Kenii i Boni (Waboni) w Somalii.
Posługują się językami z rodziny języków khoisan, których cechą charakterystyczną jest występowanie dźwięków zwanych mlaskami.
Kobiety mają wysoki status w plemionach San, są szanowane. Mogą być przywódcami swoich rodzinnych grup. Podejmują ważne rodzinne i grupowe decyzje, mogą wchodzić w posiadanie zbiorników zawierających wodę pitną i obszarów zbierackich. Kobiety są głównie zaangażowane w zbieranie żywności, ale mogą też brać udział w polowaniu.
Z powodu diety niskotłuszczowej, kobiety z reguły dostają późno pierwszej miesiączki i rodzą pierwsze dziecko dopiero w wieku 18–19 lat. Przerwa pomiędzy kolejnymi urodzeniami trwa zazwyczaj około czterech lat, z powodu braku mleka w piersiach i wymogu mobilności, który czyni karmienie i noszenie więcej niż jednego dziecka w tym samym czasie trudnym.
Tradycyjnie plemię San jest społeczeństwem egalitarnym. Mają dziedzicznych wodzów, ale ich władza jest ograniczona. Buszmeni podejmują decyzje na podstawie konsensusu, w którym to kobiety mają równe prawa głosu. Ekonomia w plemieniu San opiera się na kulturze darów. Zwyczajem jest raczej wzajemne obdarowywanie się niż kupowanie dóbr i usług.